# Plagiochila micropterys
Plagiochila micropterys là một loài rêu trong họ Plagiochilaceae. Loài này được Gottsche mô tả khoa học đầu tiên.